# Monts Santa Catalina
Pour les articles homonymes, voir Santa Catalina.
Les monts Santa Catalina (en anglais : Santa Catalina Mountains) sont une chaîne de montagnes située au nord de Tucson, en Arizona, aux États-Unis.
Nommés Babad Do'ag par les Tohono O'odham, les monts Santa Catalina reçoivent leur nom actuel en 1697 par le prêtre jésuite italien Eusebio Francesco Chini en l'honneur de Catherine d'Alexandrie. Le point culminant des monts Santa Catalina est le mont Lemmon avec 2 791 mètres d'altitude.
Le site expérimental biologique de Biosphère II est situé en bordure septentrionale du massif, non loin d'Oracle.

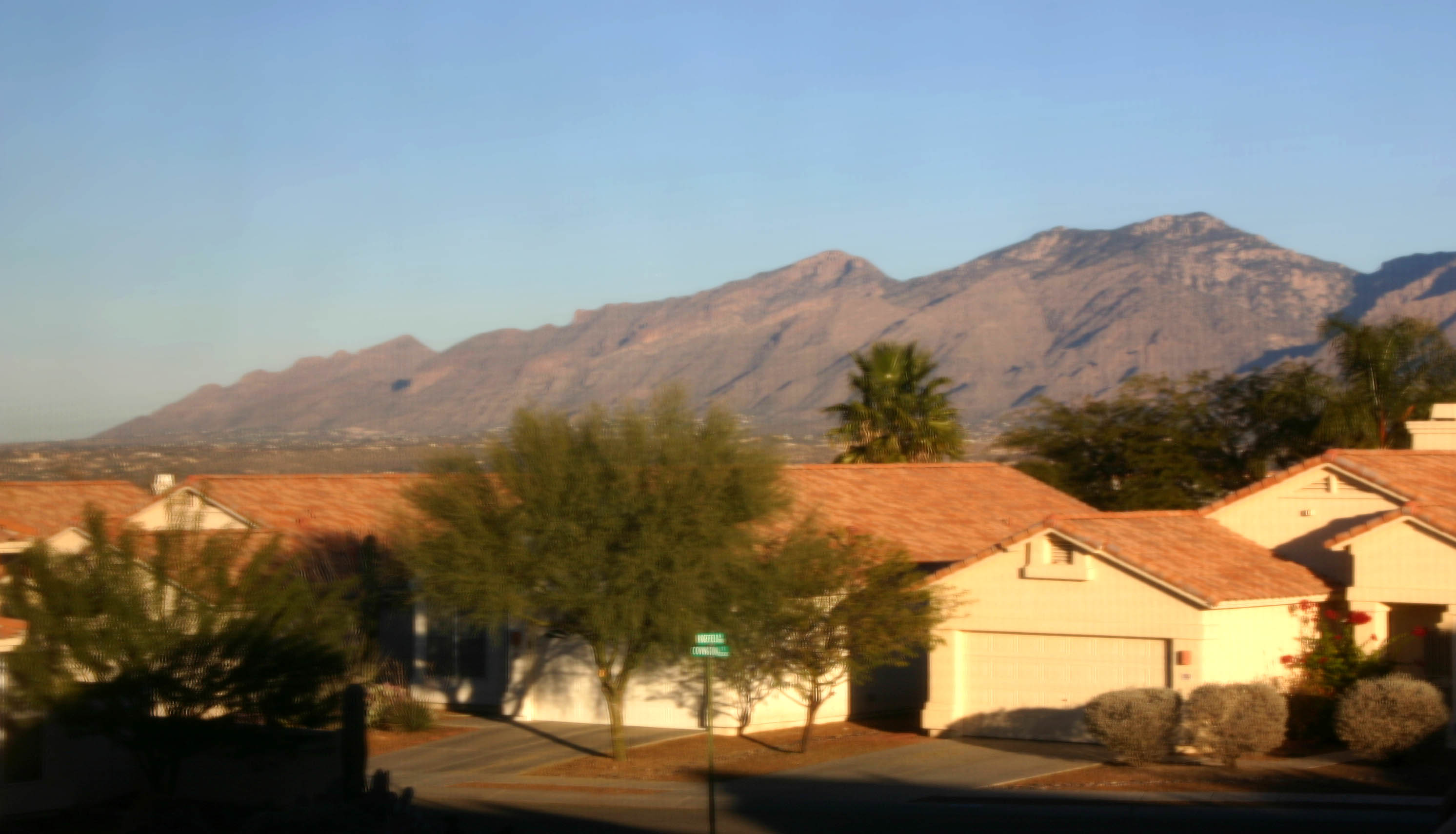
Les monts Santa Catalina vus depuis Tucson au sud-ouest.

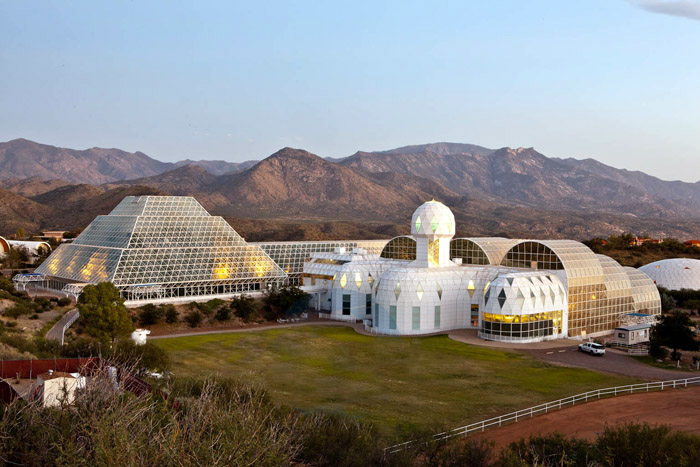
Vue de Biosphère II avec les monts Santa Catalina en arrière-plan.

Vue panoramique des monts Santa Catalina depuis Tucson au sud-ouest.